# Жечка
Же́чка (бел. Жэчка) — река в Щучинском районе Гродненской области Беларуси. Левый приток реки Котра.
Река Жечка начинается в 0,8 км к северо-западу от деревни Куриловцы и впадает в Котру около деревни Сухари.
Длина реки — 12 км. Площадь водосбора — 47 км². Средний наклон водной поверхности — 2 м/км.
Русло реки канализовано на протяжении 10 км от истока до деревни Зиняки.